# Pediapelta aenea
Pediapelta aenea är en tvåvingeart som beskrevs av Munro 1947. Pediapelta aenea ingår i släktet Pediapelta och familjen borrflugor. Inga underarter finns listade i Catalogue of Life.